# Franklin Square (PATCO)
Franklin Square  es una estación abandonada en la línea PATCO del Port Authority Transit Corporation. La estación se encuentra localizada en Calles 8 y Race en Filadelfia, Pensilvania. La estación Franklin Square fue inaugurada el 7 de junio de 1936 y cerrada en 1979. La Autoridad Portuaria del Río Delaware es la encargada por el mantenimiento y administración de la estación.

## Descripción y servicios
La estación Franklin Square cuenta con 2 plataformas laterales y 2 vías.  

## Conexiones
La estación es abastecida por las siguientes conexiones: 
- Rutas de autobuses de SEPTA: Ninguno debido al alto crimen.